# Баньо а Риполи
Ба̀ньо а Рѝполи (на италиански: Bagno a Ripoli) е град и община в централна Италия, провинция Флоренция, регион Тоскана. Разположен е на 75 m надморска височина. Населението на града е 25 787 души (към 31 декември 2010 г.).